# Байчер, Михаил Юрьевич
Михаил Юрьевич Ба́йчер (1902—1973) — советский металлург.

## Биография
С 1923 года, ещё будучи студентом, начал работать в лаборатории электрометаллургии Московской горной академии. С 1930 года преподаёт в новообразованном Московском институте стали.  С 1937 года главный инженер Челябинского ферросплавного завода. С 1941 года — первый главный инженер треста «Электропечь». Руководил строительством многих металлургических заводов, в том числе в Чехословакии.
Умер в 1973 году. Похоронен в Москве на Востряковском кладбище.

## Награды и премии
- Сталинская премия III степени (14 марта 1941) — за изобретение способа производства малоуглеродистого феррохрома
- Орден Трудового Красного Знамени (1939)
- Орден «Знак Почёта» от 22.03.1944 [3]
- медали